# Dremomys gularis
Dremomys gularis is een zoogdier uit de familie van de eekhoorns (Sciuridae). De wetenschappelijke naam van de soort werd voor het eerst geldig gepubliceerd door Osgood in 1932.

## Voorkomen
De soort komt voor in China en Vietnam.